# Alík.cz
Alík.cz je webová stránka určená převážně dětem. Vznikla 1. června 2000. Lze na ní hrát hry, chatovat s ostatními uživateli v klubovně, psát do poradny nebo soutěžit. Pro přidávání článků, chatování, vtipů, psaní na nástěnku, soutěžení či psaní do poradny je nutná registrace.  
Český výbor pro UNICEF na jaře 2010 udělil portálu certifikát za významnou pomoc ve prospěch dětí. V roce 2010 byl partnerem Logické olympiády pořádané Mensou ČR, v červnu 2013 partnerem dětského dne na pardubickém letišti. V roce 2022 získal Pozitivní cenu Edwarda Snowdena za ochranu soukromí.
V polovině roku 2008 měl přes 200 tisíc registrovaných uživatelů a měsíční návštěvnost kolem 100 tisíc uživatelů, v roce 2010 si držel návštěvnost kolem 90 tisíc uživatelů měsíčně. Podle Google Analytics měl web v červnu 2022 160 tisíc unikátních uživatelů.
Web odmítá cílené reklamy a snaží se propagovat ochranu soukromí (například článkem o cookies lištách), protože věří, že i když může podle vlastních propočtů vydělávat půl milionu ročně, tak že je soukromí jeho uživatelů důležitější. Tím ale neodmítá příjmy z reklamy, kterou provozuje.

## Sekce portálu

### Alíkoviny
Alíkoviny jsou zpravodajský a publicistický kanál zaměřený na děti a mládež, který je již od počátku součástí portálu. Vyskytují se zde pravidelně články ohledně sezónních témat jako jsou prázdniny, Vánoce nebo Velikonoce, dále reportáže z výletů a ze srazů uživatelů Alíka, články o volnočasových aktivitách vhodných pro děti, pozvánky k účastem v soutěžích nebo recenze filmů a knih určených pro děti. Vychází minimálně jeden článek denně, přičemž je tradicí, že v pondělí vychází kvízy nebo tajenky. Články píší hlavně sami uživatelé. Za zveřejněné články pak dostávají odměny v podobě  kaček, které slouží jako virtuální měna, která vyjadřuje aktivitu daného uživatele na webu a za kterou si může uživatel koupit ceny z katalogu dárků. Na zveřejňování a korekturu jednotlivých článků dohlíží určení správci - redaktoři.

### Klubovna
Diskuzní místnosti se na Alíkovi nazývají stoly a nachází se v  klubovně. Vstup do nich je podmíněn registrací, uživatel se vstupem do klubovny rovněž zavazuje k dodržování daných pravidel. Na dodržování pravidel dohlíží moderátoři stolů, jim nadřazení jsou pak správci celé klubovny, kteří mohou udělovat dlouhodobé zákazy vstupu do celé klubovny. To samé mohou také správci Alíka, kteří ale nespravují pouze klubovnu. Správci Alíka mohou na rozdíl od moderátorů stolu a správců klubovny nahlížet také do šepotu.[zdroj?]
Stoly jsou rozděleny na stálé a dočasné. U stálých stolů může moderátorství udělit pouze nadřazený správce klubovny nebo správce Alíka. Tyto stoly jsou zachovávány i po dobu, kdy u nich nikdo nesedí a obvykle se u nich shromažďuje nejvíce uživatelů. Kromě toho existují také stoly dočasné, které si může vytvořit každý uživatel sám a pak se také stává automaticky jejich moderátorem. Tyto stoly jsou ale zachovány pouze po dobu, kdy u nich sedí minimálně jeden uživatel. Dočasné stoly bývají velmi často tematicky zaměřeny, například na hraní různorodých slovních RPG her (např. hra na rodinku nebo hra na oblíbené postavy ze seriálů či filmů). Rovněž lze tyto stoly zamknout a umožnit tak vstup pouze těm, se kterými si chceme chatovat. Pouze správci mají tu pravomoc udělat z dočasného stolu stůl stálý.
Bylo přidané i značení, které u stálých stolů označuje, kdo je moderátor. Toto označení bylo přidané z bezpečnostních důvodů a pro případné zlepšení řešení jakýchkoliv problémů, kdy správci nejsou online a moderátor u stolu nesedí. 

#### Seznam stálých stolů
- Alík
- Alíkov
- Doupě
- Jen tak na pokec…
- Nudnej pokec :)
- Co dneska ve škole?
- Pianco
- Robotí koutek

Stálý stůl Robotí koutek existuje výhradně pro komunikaci s roboty využívající umělou inteligenci. Byl vytvořen, protože roboti by jinde překáželi.
Stálý stůl Pianco je speciální stůl, určený na hraní na virtuální piano, které se zobrazuje ve spodní části obrazovky. Používá upravené piano z webu pian.co.

### Hry
V nabídce her se v současné době vyskytují například Solitaire, Šibenice, Hádej slovo nebo Sudoku. Nejhranějšími a nejoblíbenějšími hrami jsou v současné době již zmíněná Šibenice a Počítání od ledničky.[zdroj?]
Seznam her obsahuje také například hry vytvořené uživateli nebo převzaté hry.

### Nástěnky
V této sekci si může každý registrovaný uživatel založit vlastní nástěnku, do které pak mohou další uživatele přispívat. Často se zde vyskytují různé žádosti o radu, dotazy směrem k ostatním uživatelům, diskuze ohledně různých zajímavých akcí a v neposlední řadě také nástěnky se slovním fotbalem. Na chod nástěnek dohlíží  správci nástěnek, jejichž prací je mazat nevhodné příspěvky, hlídat dodržování pravidel nebo zamykat opakované nástěnky. Pokud se v sekci objeví nástěnka, která porušuje pravidla nástěnek nebo pravidla webu, správci ji mohou smazat nebo znemožnit uživatelům další přispívání do konkrétní nástěnky.

### Soutěže
V této sekci probíhají různorodé soutěže. Nejčastějším typem soutěže jsou kvízy nebo sezónní tajenky. Oblíbené jsou také pátračky, kdy uživatelé sbírají prohledáváním jednotlivých částí webu tematické předměty (např. v období Velikonoc velikonoční vajíčka). Uživatel může jako ceny vyhrát dárkové předměty od sponzorů Alíka, například knihy, počítačové hry, věcné ceny a vstupenky, nebo kačky.

#### Alíkova burza
Na webu se objevuje též burza s aukcemi o různé předměty. Aukce se provádí buď obyčejně, nebo se objevují holandské aukce a Vickreyovy aukce.

### Vtipy
Tato sekce obsahuje vtipy z různých kategorií. Tyto vtipy sem mohou vkládat pouze registrovaní uživatelé a před jejich zveřejněním prochází pečlivou kontrolou vhodnosti pro dětský web. Nemůže se tak stát, že by se zde objevily vtipy rasistické nebo například se sexuální tematikou, jak bývá zvykem u většiny jiných webů zaměřených na vtipy. Zároveň se ale správci snaží vybrat ty nejlepší výtvory. 
V roce 2025 byla take přidána tzv. Vtipová komise

### Poradna
Portál zahrnuje poradnu rozdělenou do dvou samostatných částí. Tou první je  Alík radí dětem, kde na dotazy dětí odpovídají zejména pracovníci z linky důvěry pro děti – Modrá linka, odborníci z projektu Centrum Locika, MVDr. Přemysl Rabas, nebo i v poslední době poradna sbarvouven a v neposlední řadě také sami správci Alíka. Poradna je určena pouze pro děti mladší 15 let, nejčastějšími tématy jsou proto problémy dospívajících dětí, potíže s váhou, zamilovanost nebo neshody s rodiči či kamarády. Druhá poradna je zaměřena čistě na technické dotazy ohledně fungování webu a odpovídají zde správci a vývojáři Alíka. Vyskytují se zde zejména dotazy, kde co na webu najít, dotazy ohledně budoucích technických možností a v neposlední řadě také dotazy ohledně sezónních soutěží.

## Roboti
Na webu se objevují roboti, kteří slouží k různým zábavným účelům. Tito roboti se pravidelně účastní chatu v klubovně.
| Jméno robota       | Autor         | Datum provozu                      | Účel |
| ------------------ | ------------- | ---------------------------------- | --- |
| Sudo               | YOYO          | 16. února 2022 – současnost        | detekce nálady textu a odpověď předepsanými hláškami                                                                          |
| Čoko               | Tobias7       | 17. února 2022 – 15. března 2023   | splnění příkazů, které měly účel zejména zábavný nebo informativní                                                            |
| Osmo               | Rejpr         | 11. listopadu 2024 - současnost    | generace odpovědí pomocí neznámého jazykového modelu.                                                                         |
| Nexo               | Tobias7       | 15. března 2023 – současnost       | generace užitečných a hravých odpovědí pomocí GPT-4o Mini                                                                     |
| Ověření            | Tobias7       | nebyl v provozu                    | ověření uživatelů, kteří se chtěli přihlásit svým jménem na podporovaných stránkách, pomocí číselného kódu zaslaného do pošty |
| Naro               | Tobias7       | nebyl v provozu                    | oznámení narozenin ostatních uživatelů                                                                                        |
| růžovoučký_koníček | contyk        | 24. července 2023 – 18. srpna 2023 | generace humorných odpovědí pomocí GPT-4                                                                                      |
| Semo               | lékařský      | neznámý - 19. září 2024            | moderace společenské hry Semafor                                                                                              |
| Sofj               | Palačinka1    | zatím neznámý                      | zatím neznámý |
| C-3PO              | ShabadacaG00D | 29. srpna 2023 – 8. října 2023     | generace odpovědí pomocí neznámého jazykového modelu                                                                          |
| Zeno               | Kocourek978   | 30. listopadu 2024 - současnost    | generace odpovědí pomocí Gemini (aktuálně gemini-1.5-pro), vytváření obrázků generovaných Dall-E 3                            |
| cocou              | Bqruu         | zatím neznámý                      | zatím neznámý |

## Správci
Správci jsou na Alíkovi seřazeni podle dané hierarchie. Nejvýše stojí dva (jeden z nich je neznámý) zvěrolékaři, což jsou vývojáři a programátoři Alíka; jsou označováni modrou korunkou. Pod zvěrolékaři jsou správci Alíka, těch je momentálně pět a jsou označováni zelenou korunkou. Náplní jejich práce je nejen hlídání, dodržování pravidel a odpovídání na dotazy dětí, ale také organizace srazů uživatelů po celé České republice. Červená korunka pak označuje správce klubovny, správce nástěnek nebo redaktora Alíkovin. Nejníže postavení jsou moderátoři stolu v klubovně označovaní žlutou korunkou.

## AZJ
Alíkův značkovací jazyk (zkráceně AZJ) je odlehčený, originální a intuitivní značkovací jazyk pro formátování prostého textu a vložení přídavných prvků, jako jsou odkazy, seznamy, obrázky, odpočty nebo kvízy. Aktuálně AZJ funguje v jakémkoliv víceřádkovém textovém poli. Jedná se o alternativu jazyka BBCode. AZJ existuje zejména, protože díky svému formátu, kde se český příkaz píše do kulatých závorek, je jednoduchý na psaní a porozumění.